# Marcio Ferreira de Souza
Marcio Ferreira de Souza o simplemente Marcio Ferreira (Santo André, 3 de octubre de 1977) es un futbolista brasileño que juega como defensor. Naturalizado italiano, su último equipo ha sido el Aris Limassol FC de Chipre.